# Schloss Au (Hallertau)

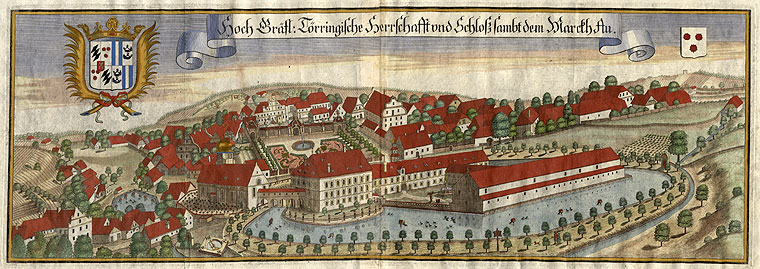
Michael Wening: Schloss der Grafen von Törring und Markt Au, Anfang 18. Jahrhundert

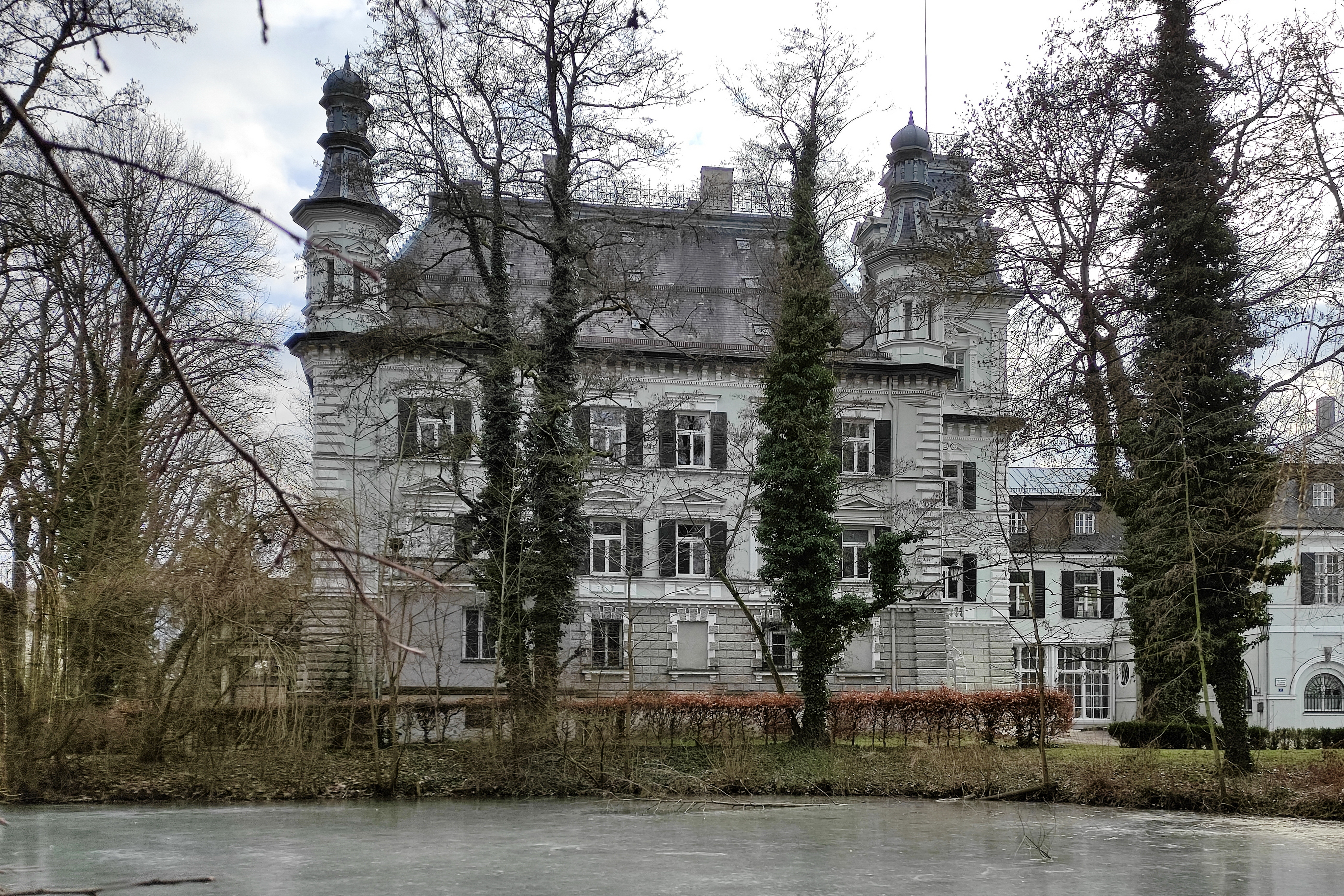
Schloss Au in der Hallertau (2022)

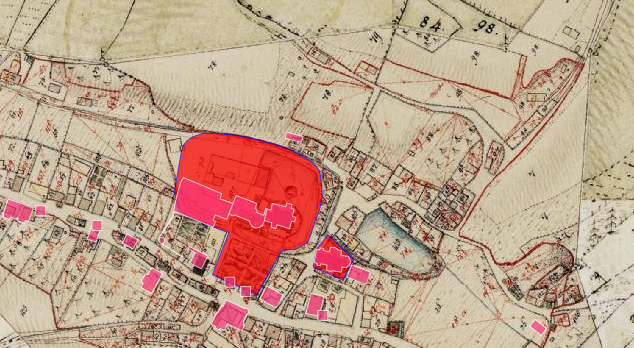
Lageplan von Schloss Au (Hallertau) auf dem Urkataster von Bayern

Schloss Au ist ein Schloss in der Ortsmitte von Au in der Hallertau im Landkreis Freising in Bayern. Es handelt sich um eine Rechteckanlage mit Eckerkertürmen.  Auf dem Schlossgelände befindet sich die Schlossbrauerei Au-Hallertau. Die Anlage ist unter der Aktennummer D-1-78-116-16 als denkmalgeschütztes Baudenkmal von Au in der Hallertau verzeichnet. Ebenso wird sie als Bodendenkmal unter der Aktennummer D-1-7436-0122 im Bayernatlas als „untertägige mittelalterliche und frühneuzeitliche Befunde im Bereich von Schloss Au i.d. Hallertau und seiner Vorgängerbauten mit zugehörigem Wirtschaftshof und barocker Gartenanlage“ geführt.

## Geschichte

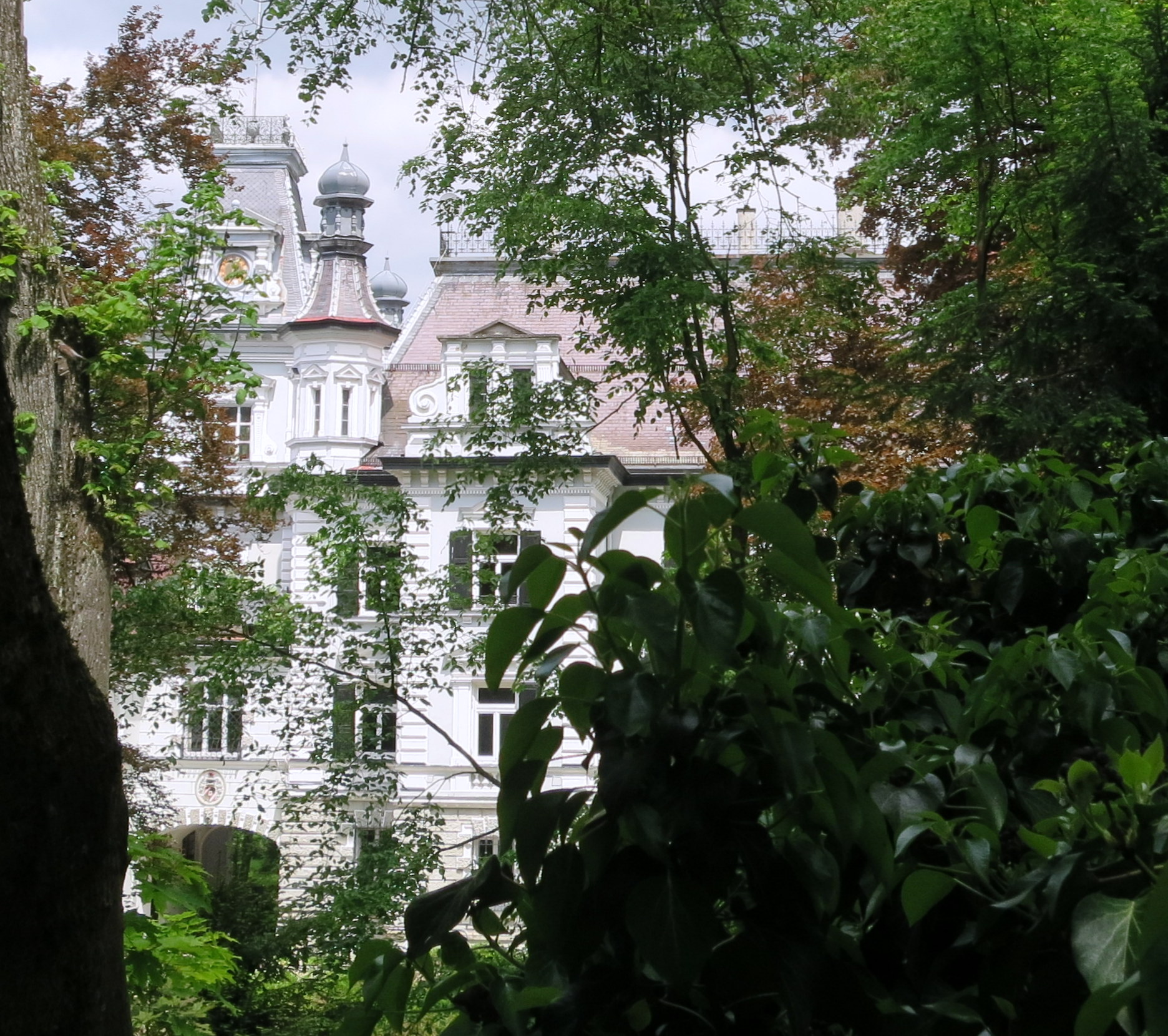
Das Schloss verbirgt sich hinter den dichten Bäumen des Schlossparks und einer Mauer.

Die Geschichte des Schlosses ist eng mit dem Markt Au in der Hallertau verbunden. Die erste urkundliche Erwähnung erfolgte um das Jahr 1000. Das erste bekannte Geschlecht waren die Grafen von Moosburg (der letzte starb 1281). Das alte Schloss brannte im Landshuter Erbfolgekrieg 1503 bis 1505 vollständig ab und wurde 1544 bis 1578 in den jetzigen Ausmaßen wieder aufgebaut. Die Schlosskapelle St. Karl Bartholomäus von 1690 wurde 1868 umgebaut. Die Anlage des Schlossgartens stammt aus dem 19./20. Jahrhundert.
Seit 1846 sind die Freiherren Beck von Peccoz Besitzer des Schlosses, das sie noch heute bewohnen. 1880 ließen sie das Schloss von dem Münchner Architekten Schoch im Neorenaissancestil umgestalten.
Herren des Schlosses Au
0990–1281 Grafen von Moosburg
1281–1306 Herren von Stein
1306–1385 Freiherren von Abensberg
1385–1472 Preysinger, Grafen von Wolnzach und Moos
1472–1642 Freiherren von Thurn
1644–1669 Freiherren von Fraunhofen
1709–1735 Grafen von Törring-Seefeld
1764–1828 Grafen von Preysing-Hohenaschau
1828–1833 Freiherrn von Maderny
1833–1845 Grafen von Montgelas
seit 1846 Freiherrn Beck von Peccoz

## Brauerei
Die erste urkundliche Nennung eines Hofbräumeisters von Au, Schweiger, stammt aus dem Jahr 1590. Seit 1846 befindet sich die Brauerei wie auch das Schloss im Besitz der Freiherren Beck von Peccoz. Die Schlossbrauerei Au/Hallertau Willibald Freiherr Beck v. Peccoz GmbH & Co  ist regional für ihre stark gehopften Biere bekannt. Seit 2019 hält der chinesische Investor FCAA Castle Brewery Company, der als Holding die deutschen Aktivitäten der chinesischen Einzelhandelsgruppe Dashang Group bündelt, eine Beteiligung an der Schlossbrauerei Au.

## Sonstiges
Die Brauerei ist Mitglied im Brauring, einer Kooperationsgesellschaft privater Brauereien aus Deutschland, Österreich und der Schweiz.